# ジョン・ウォラック
ジョン・ハミルトン・ウォラック（John Hamilton Warrack 1928年2月9日生まれ）は、イングランドの音楽評論家、音楽に関する著作家、オーボエ奏者。

## キャリア
ウォラックはスコットランドの指揮者、作曲家であったガイ・ウォラックの息子としてロンドンに生を受けた。ウィンチェスター・カレッジ（1941年-1946年）と王立音楽大学（1949年-1952年）で学ぶ。1950年代初頭にはフリーランスのオーボエ奏者となり、主としてボイド・ニール管弦楽団およびサドラーズ・ウェルズ管弦楽団と演奏した。1954年から1961年にかけては『デイリー・テレグラフ』紙、1961年から1972年にかけては『サンデー・テレグラフ』紙の音楽評論家として活躍した。1978年から1983年の間はリーズ音楽祭の芸術監督を務めていた。1984年から1993年まではオックスフォード大学の音楽学部で教鞭を執った。
ウォラックの著書には『Six Great Composers』（1955年）、『Carl Maria von Weber』（1968年、ヘイミッシュ・ハミルトン、第2版はケンブリッジ大学出版局、1976年）がある。後者は英語で書かれたウェーバー研究の基準となるものである。他にも『German Opera: From the Beginnings to Wagner』（2001年）や、共著者として『オックスフォードオペラ大事典』（1964年、ハロルド・ローゼンソールと共著）、『オックスフォードオペラ大事典』（1992年、ユアン・ウェストと共著）を著している。
ウォラックはノース・ヨークシャーのヘルムズリーに暮らしている。息子は石工のサイモン・ウォラックである。